# Gattonia
Gattonia is een geslacht van vliesvleugeligen uit de familie Eulophidae. De wetenschappelijke naam van dit geslacht is voor het eerst geldig gepubliceerd in 1988 door Boucek.

## Soorten
Het geslacht Gattonia omvat de volgende soorten:
- Gattonia basirufa Boucek, 1988
- Gattonia nigra Boucek, 1988